# David Vendetta
David Vendetta (nacido el 25 de agosto de 1971 como David Paparusso, en Longwy) es un productor y DJ francés.

## Biografía
La carrera de David Vendetta como Dj profesional comenzó principalmente en 2002. En aquel tiempo, encuentra a Antoine Clamaran, otro Dj popular francés, que produce los tres primeros maxisencillos de Vendetta - No Sex, She Loves Me – Party People and Alicante – Cleopatra. También comienza a trabajar como productor es cuando capta la atención del Dj estadounidense Roger Sánchez quién le pide mezclar algunas de sus canciones para su discográfica Stealth Records.
En 2006, lanza el sencillo «Love to Love You Baby», en la que samplea a Donna Summer, alcanzando el número 20 en la lista de sencillos de Francia. Su siguiente sencillo «Unidos para la música» alcanzó el número 5 en Francia e ingresó en los treinta primeros en Bélgica.
Su hijo Alexander también es DJ y productor y utiliza el seudónimo de Monte Cristo. Juntos colaboraron en la remezcla de «You'll be mine» para el cantante francés Mico C.
Desde 2013 tiene un proyecto musical con la cantante Sylvia Tosun llamado VenSun con el que lanzaron el EP titulado The Dragon Flies entre otras producciones.

### Demanda contra Mickaël Vendetta
El 5 de febrero de 2010, la prensa informa sobre un caso judicial entre David y Mickaël Vendetta demandandoló por prácticas comerciales desleales. El DJ dice ser la fuente de confusión entre él y la nueva celebridad francesa. Michael insistió en que quería ser actor por lo que no dañaría la carrera musical de David.
Le demandó por indemnización por daños y perjuicios por un monto de 100.000 euros, sin embargo, perdió el juicio y fue indemnizado a pagarle a Mickaël Vendetta, 3.000 euros por los honorarios del abogado.
David Vendetta y Mickaël Vendetta se han reconciliado luego de la confusión a través de una conversación amistosa.

## Discografía

### Álbumes
- Rendez-Vous (DJ Center / V2) (4 de junio de 2007)
- Rendez-Vous (Edition Collector) (Dj Center / Polydor) (28 de abril de 2008)
- Vendetta (DJ Center / V2) (17 de mayo de 2010)

DJ Mixes
- Tribal Mix vol.1 (mixed by David vendetta) (Wagram Electro) (junio de 2004)
- In the club Vol.2 (mixed by David vendetta) (Wagram Music) (4 de julio de 2005)
- In paradise Ibiza The love to love you session (DJ Center / Paradise) (14 de septiembre de 2006)
- Dancefloor FG winter 2007 (mixed by David Vendetta) (Barclay) (11 de diciembre de 2006)

### Sencillos
- Party people (Vector Records) (2003)
- She loves me (Vector Records) (2003)
- Fiction (Paradise) (2004)
- No sex (Paradise) (2004)
- Alicante (Sunshine Records) (septiembre de 2004)
- Cleopatra (Sunshine Records) (septiembre de 2004)
- Love to love you baby (DJ Center / Paradise) (12 de junio de 2006 - 4 de diciembre de 2006)
- Unidos para la música (DJ Center / Stealth Records) (2 de octubre de 2006 - 12 de marzo de 2007)
- Break 4 Love (DJ Center / Paradise) (16 de abril de 2007)
- Bleeding Heart (DJ Center / V2 / Paradise) (12 de noviembre de 2007)
- Hold That Sucker Down (Dj Center / Polydor) (21 de abril de 2008)
- Freaky Girl Featuring David Goncalves (Dj Center / Paradise) (2 de julio de 2008 en formato digital)
- Anticipation Featuring Barbara Tucker (DJ Center Records / Paradise) (14 de abril de 2009)
- I Hope She Turns Around (DJ Center Records / Paradise) (19 de noviembre de 2009)
- I Am Your Goddess feat. Tara McDonald & Alim (DJ Center Records / Paradise) (22 de febrero de 2010)
- Make Boys Cry feat Luciana (DJ Center Records / Paradise) (mayo de 2010)
- Stella feat. Brian Lucas (Ave Mix) (28 de junio de 2010)
- Yama Layali feat Haifa Wehbe (octubre de 2010)
- I've Been Thinking About You feat. Londonbeat (DJ Center Records / Paradise) (marzo de 2011 Big Room Mix / junio de 2011 Radio Edit)
- World Keeps Turning feat Sylvia Tosun (Paradise / Sea To Sun Recording) (abril de 2011)
- Holding On (DJ Center Records / Paradise) (junio de 2011)
- One More Time feat. Max C (Paradise) (diciembre de 2011)
- Sun Comes Up feat. Booty Luv (DJ Center Records) (2 de abril de 2012)
- Can't Get Enough feat. Polina Griffith (Black Hole Recordings) (17 de diciembre de 2012)
- Love Is Love (David Vendetta feat. Sylvia Tosun : VenSun) (Sea To Sun Recordings) (17 de septiembre de 2013)
- The Dragon Flies (como VenSun) (Sea To Sun Recordings) (11 de noviembre de 2013)
- Chasing Summers (como VenSun) (Sea To Sun Recordings) (11 de noviembre de 2013)
- Ever After (como VenSun junto a Taurus & Vaggeli) (Sea To Sun Recordings) (11 de noviembre de 2013)
- Summer's in (Klaas con David Vendetta & Ron Carroll) (Planet Punk) (2015)

### Remixes
- Elya (Summer love) (David Vendetta Vendetta remix) (Paradise) (2004)
- Louis Botella (Together) (David Vendetta remix) (Atmosphere Recordings) (mayo de 2004)
- Louis Botella (Rumba buena) (David Vendetta remix) (Atmosphere Recordings) (mayo de 2004)
- A tribe called es (Dancin) (David Vendetta remix) (Stealth Records) (enero de 2005)
- Sueno Soul (Tempo da solo) (David Vendetta remix) (Stealth Records) (9 de mayo de 2005)
- Korovin feat. Keith Thompson (I live for now) (David Vendetta remix) (Oven Ready Productions) (octubre de 2005)
- Sebastian Ingrosso (Stockholm Disco) (David Vendetta Remix) (Pool e Music) (enero de 2006)
- Aston Martínez (Twisted) (David Vendetta remix) (Stealth Records) (febrero de 2006)
- Teo Moss & Van Silver (Show you 2) (David Vendetta remix) (Cyber Production) (marzo de 2006)
- Sander Kleinenberg (This is miami) (David Vendetta remix) (DJ Center / Paradise) (11 de septiembre de 2006)
- Brian Cross (Over my skin) (David Vendetta remix) (Vale Music) (octubre de 2006)
- Dj Chus & David Penn (We play house) (David Vendetta remix) (Stereo - DJ Center) (octubre - noviembre de 2006)
- Kurd Maverick (The rub) (David Vendetta remix) (DJ Center / Paradise) (noviembre de 2006)
- Antoine Clamaran (Dance 2) (David Vendetta remix) (Pool e Music) (diciembre de 2006)
- Mar-T (Gentlemen) (David Vendetta Cosa Nostra Mix) (DJ Center Records / Paradise) (30 de noviembre de 2008)
- Agent Greg Featuring Audiopunch & Nanchang Nancy (Symphony Of Love) (David Vendetta Remix) (Stealth Records) (12 de enero de 2009)
- Superfunk Featuring Ron Carroll (Lucky Star 2009) (David Vendetta Remix) (DJ Center Records / Paradise) (22 de mayo de 2009)
- Playmen & Claydee feat Tamta (Tonight) (Sony Records / Columbia Records) (julio de 2011)
- Redd feat Akon & Snoop Dogg (I'm Day Dreaming) (DJ Center Records) (enero de 2012)
- Mico C - You'll Be Mine (David Vendetta & Monte Cristo Remix) (Sound4Label) (2013)
- Simon From Deep Divas vs. Corona - Baby Baby (David Vendetta Remix) (DWA) (2013)
- Melissa - Nanana (David Vendetta Remix) (Dilara Music Production)  (2013)
- Cary NoKey - Now Or Never (David Vendetta Remix) (Sea to Sun Recordings) (30 de julio de 2014)
- Hande Yener - Naber (David Vendetta Remix) (Poll Production) (20 de octubre de 2014)